# Franciszek Kotulski
Franciszek Kotulski (ur. 21 września 1947 w Jaworznie) – polski prawnik i samorządowiec, radca prawny, w latach 1991–1994 prezydent Tychów, w latach 1994–1998 przewodniczący rady miejskiej Katowic.

## Życiorys
Absolwent Wydziału Prawa i Administracji Uniwersytetu Jagiellońskiego, stypendysta United States Information Agency (USIA). Uzyskał uprawnienia radcy prawnego, organizował samorząd radcowski w Katowicach i kierował szkoleniem aplikantów w ramach OIRP Katowice. Specjalizował się w zakresie prawa transportowego i wyznaniowego. Pracował jako koordynator zespołów radców w Śląskiej Dyrekcji Kolei Państwowych oraz spółkach grupy PKP. Zajmował się likwidacją cywilnych skutków katastrof kolejowych, doradzał ministrowi transportu oraz Związkowi Gmin Wyznaniowych Żydowskich RP. Został współprzewodniczącym Komisji Regulacyjnej ds. Gmin Wyznaniowych Żydowskich w RP, wykładał także prawo transportowe na Politechnice Śląskiej.
Od 19 września 1991 do końca kadencji w 1994 sprawował funkcję prezydenta miasta Tychy. W latach 1994–1998 zajmował stanowisko radnego i przewodniczącego rady miasta Katowice. Związał się w międzyczasie z Unią Wolności. Później zajął się prowadzeniem własnej kancelarii radcowskiej. W 2000 był jednym z kandydatów na wojewodę śląskiego.